# Бортники (Малоярославецький район)
Бортники (рос. Бортники) — присілок в Малоярославецькому районі Калузької області Російської Федерації.
Населення становить 12 осіб. Входить до складу муніципального утворення Селище Юбілейний.

## Історія
Від 2004 року входить до складу муніципального утворення Селище Юбілейний.

## Населення
| 2002 | 2010 |
| ---- | ---- |
| 13   | ↘12  |